# Christian Dörge

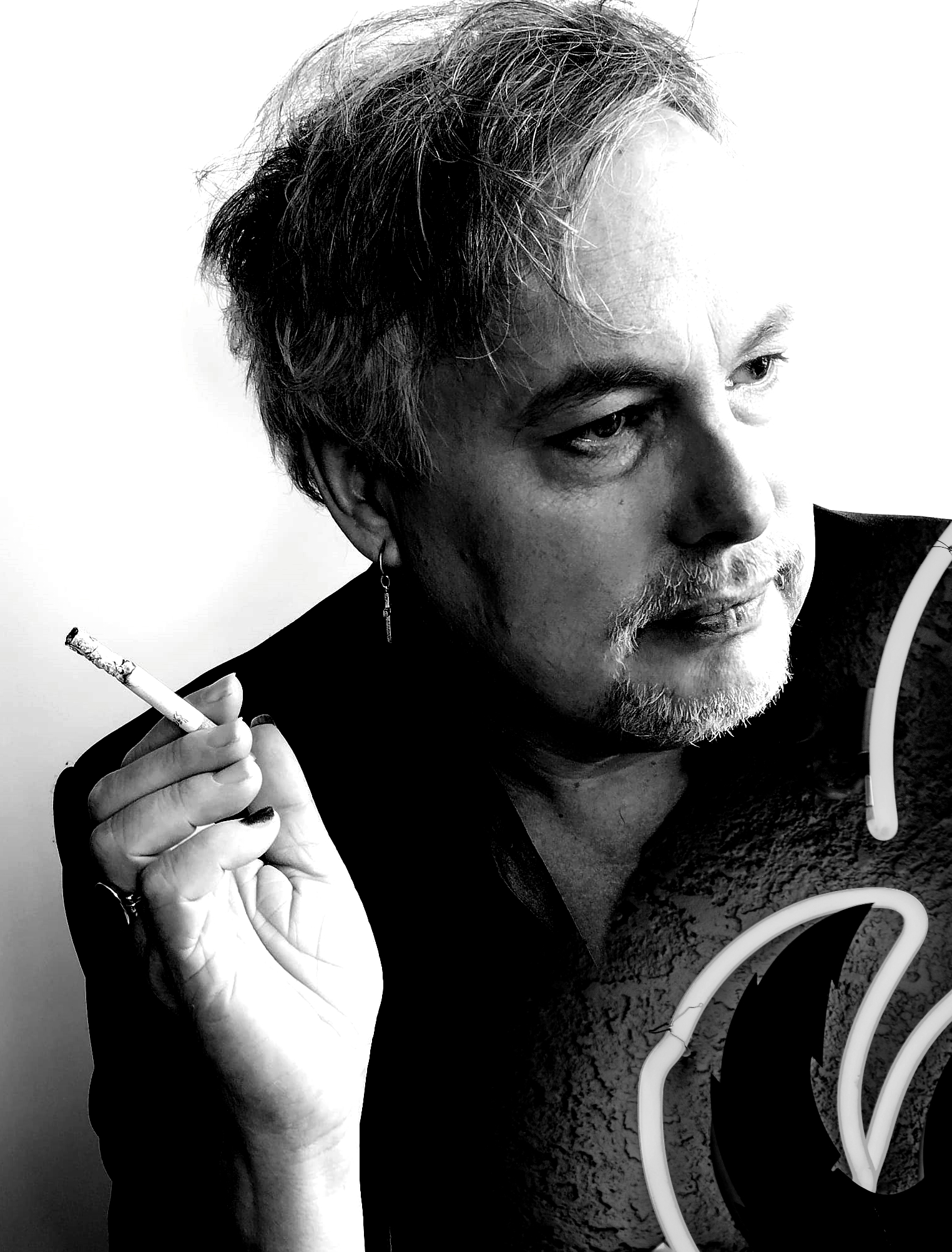
Christian Dörge (2024)

Christian Dörge (geboren 1969 in Hannover) ist ein deutscher Schriftsteller, Dramatiker und Musiker.

## Werdegang
Erste eigene Schriften veröffentlichte Christian Dörge Ende der 1980er-Jahre als Autor, Darsteller und Regisseur der Theatergruppe Orphée-Dramatiques.

### Musik
In den frühen 1990ern begann Dörge als Musiker auf sich aufmerksam zu machen. Sein Debüt-Album Anonymus erschien 1992 im Signum-Verlag, da Dörges Plattenfirma eine Veröffentlichung des Albums als „zu intellektuell“ ablehnte. Das 1993 über Hall of Sermon veröffentlichte folgende Album Lycia entstand unter der Beteiligung bekannter Musiker des Genres Neue Deutsche Todeskunst: Christian Dörge produzierte das Album und schrieb die Texte, Bruno Kramm von Das Ich begleitete die Studio-Aufnahmen in Bayreuth, Oswald Henke von Goethes Erben und Tilo Wolff von Lacrimosa sprachen und sangen Texte ein, und Wolfram „Troy“ Nestroy von Catastrophe Ballet und Goethes Erben spielte Gitarre. Neben weiteren Soloveröffentlichungen – unter anderem des Albums Antiphon im Jahre 1996 – begann Dörge ab 1994 als Sänger, Songwriter und Produzent diverse Singles und Alben mit der Band Syria (mit wechselnden  Begleit- und Gastmusikern) zu veröffentlichen. Unter anderem die Alben Ozymandias Of Egypt (1994), A Gift From Culture (1996), Metroland I (1999), Slow Night (2003), Sixties Alien Love Story (2010) und American Gothic (2011). Später folgten mit The Atomic Nurses und Borgia Disco weitere Musikprojekte. Im Jahr 2005 gründete er das Parkland-Studio mit Karen Park in Linköping. 2023 veröffentlichte Dörge sein erstes musikalisches Werk nach über sieben Jahre Pause: das von Post-Industrial und Dark Ambient geprägte Album Kafkaland.
Im Jahr 2022 bezeichnete das Félix V. Díaz vom Magazin Lux Atenea Christian Dörge als „eines der avantgardistischsten europäischen Musikgenies der letzten Jahrzehnte.“

## Werk

### Diskografie (Auswahl)
- 1992: Christian Dörge: Anonymus (Album, Signum-Verlag)
- 1993: Christian Dörge: Lycia (Album, Hall of Sermon)
- 1995: Syria: Giving Ground 1994 (Single, Derrière-Records/Black October-Records)
- 1995: Syria: Ozymandias Of Egypt (Album, Derrière-Records/Black October-Records)
- 2008: The Atomic Nurses: Pyjamadrama (Album, Smart Bomb-Records)
- 2008: Borgia Disco: Travels In The Scriptorium (Album, Smart Bomb-Records)
- 2010: Christian Dörge: Analog (Doppel-Album, Black October-Records)

### Bibliografie (Auswahl)
- Phenomena (Signum-Verlag, Roman – 1987).
- Inferno (Signum-Verlag, zwei Roman-Fragmente – 1998).
- Das Gefängnis – Ein Drama in drei Akten (Signum-Verlag – 1991).
- Lichter von Paris (Verlag Knochen für Bismarck, Ausgewählte Texte – 1993).
- Tristana – Eine Werkausgabe (Signum-Verlag, Texte), ISBN 978-3-7554-1693-7 (E-Book), ISBN 978-3-7565-1235-5 (Paperback), ISBN 978-3-7565-1238-6 (gebundene Ausgabe), ISBN 978-3-7565-1239-3 (gebundene Kunstdruck-Ausgabe).
- Fast ein Ödipus meine Auslöschung (Signum-Verlag, Texte). ISBN 978-3-7592-3435-3 (E-Book),  ISBN 978-3-7598-3625-0 (Paperback), ISBN 978-3-7598-3626-7 (Kunstdruck-Paperback), ISBN 978-3-7598-3632-8 (gebundene Ausgabe), ISBN 978-3-7598-3634-2 (gebundene Kunstdruck-Ausgabe).
- Apokryphon, Band 0: Lucrezia ohne Namen (Signum-Verlag), ISBN 978-3-7579-9023-7 (E-Book), ISBN 978-3-7584-5325-0 (Paperback).
- Dezember im Nebel (Signum-Verlag), ISBN 978-3-7546-9587-6 (E-Book), ISBN 978-3-7546-9587-6 (Paperback), ISBN 978-3-7565-4750-0 (gebundene Ausgabe).
- Erinnerungen an das Reich Tschaikowskis (Signum-Verlag), ISBN 978-3-7487-9837-8 (E-Book), ISBN 978-3-7549-1747-3 (Paperback), ISBN 978-3-7549-1748-0 (gebundene Ausgabe).
- Münchner Blut: Das dunkle Porzellan – Gesammelte Erzählungen (Signum-Verlag), ISBN 978-3-7579-4494-0 (E-Book), ISBN 978-3-7598-6891-6 (Paperback), ISBN 978-3-7598-6895-4 (gebundene Ausgabe).
- Tödlicher Schnee – Detektive wider Willen (Signum-Verlag), ISBN 978-3-7579-3236-7 (E-Book), ISBN 978-3-7565-3196-7 (Paperback), ISBN 978-3-7565-3197-4 (gebundene Ausgabe).
- Kandlbinder und der süße Tod (Signum-Verlag), ISBN 978-3-7592-1602-1 (E-Book), ISBN 978-3-7549-7658-6 (Paperback), ISBN 978-3-7549-7659-3 (gebundene Ausgabe).
- Drei Tage auf dem Land – Ein Fall für Remigius Jungblut (Signum-Verlag), ISBN 978-3-7592-1614-4 (E-Book), ISBN 978-3-7541-4849-5 (Paperback), ISBN 978-3-7541-4850-1 (gebundene Ausgabe).
- Friesland und das letzte Spiel (Signum-Verlag), ISBN 978-3-7579-4934-1 (E-Book), ISBN 978-3-7579-4934-1 (Paperback), ISBN 978-3-7575-7382-9 (gebundene Ausgabe).
- Die unheimlichen Fälle des Edgar Wallace – Die Frau im Dunkel (Signum-Verlag), ISBN  978-3-7592-1648-9 (E-Book), ISBN 978-3-7541-4055-0 (Paperback), ISBN 978-3-7541-4058-1 (gebundene Ausgabe).
- Machiavelli und der sündige Engel (Signum-Verlag), ISBN 978-3-7546-8995-0 (E-Book), ISBN 978-3-7575-0770-1 (Paperback), ISBN 978-3-7575-0771-8 (gebundene Ausgabe).
- Sartorius und der Fluch von Venedig (Signum-Verlag), ISBN 978-3-7579-5388-1 (E-Book), ISBN 978-3-7575-7859-6 (Paperback), ISBN 978-3-7575-7860-2 (gebundene Ausgabe).
- Griefenhagen und der Zauberer (Signum-Verlag), ISBN 978-3-7579-3705-8 (E-Book), ISBN 978-3-7575-5660-0 (Paperback), ISBN 978-3-7575-5665-5 (gebundene Ausgabe).

### Theaterregie (Auswahl)
- 1990: Eine Selbstspiegelung des Poeten – Ein Surrealistisches Drama (Uraufführung: 7. April 1990)
- 1991: Das Testament des Orpheus – Ein Surrealistisches Drama (Uraufführung: 28. April 1990)
- 1991: Das Gesicht – Eine dramatische Miniatrur (Uraufführung: 20. April 1991)
- 1992: Das Gefängnis – Ein Drama in drei Akten (Uraufführung: 16. Juni 1991)
- 1992: Variationen einer literarischen Handschrift – Ein surrealiistisches Drama (Uraufführung: 15. Mai 1992)